# Susie Pinel
Susan „Susie“ Jane Pinel ist eine Politikerin aus Jersey, die seit 2018 Schatzministerin sowie Ministerin für Ressourcen ist.

## Leben
Susan „Susie“ Jane Pinel ist geschäftsführende Direktorin der Miniature & Fine Art Conservation Limited. Sie wurde am 14. November 2011 für den Wahlkreis St. Clement erstmals Mitglied der 53-köpfigen States of Jersey und als solche 2014 und 2018 wiedergewählt. 2011 wurde sie zudem assistierende Ministerin für soziale Sicherheit sowie 2014 Ministerin für soziale Sicherheit im Kabinett von Chief Minister Ian Gorst.
Nachdem sich am 4. Juni 2018 John Le Fondré bei der Wahl zum Chief Minister von Jersey mit 30 zu 19 Stimmen gegen den Amtsinhaber Ian Gorst durchsetzen konnte, wählte am 7. Juni 2018 das Parlament die Kabinettsmitglieder. Dem Ministerrat (Council of Ministers) gehören neben Chief Minister Le Fondré unter anderem Ian Gorst als Außenminister, Len Norman als Innenminister sowie Susie Pinel als Schatzministerin an. Dem Ministerrat gehören aktuell zwölf Mitglieder an. Sie bekleidet im Ministerrat auch das Amt als Ministerin für Ressourcen. Sie ist ferner Vorsitzende des States Employment Board, der Behörde für die Beschäftigten im öffentlichen Dienst, sowie Mitglied des Bailiff’s Consultative Panel, welches den obersten Staatsbeamten (Bailiff) berät. Außerdem gehört sie dem Verwaltungsrat der La Rocquier School an.